# 新盛镇 (德阳市)
新盛镇，是中华人民共和国四川省德阳市罗江区下辖的一个乡镇级行政单位。

## 行政区划
新盛镇下辖以下地区：
艾家坝社区、罗汉场社区、天星村、老君村、金铃村、东岳村、白善村、双石村、宝镜村、罗汉村、土城社区村、天鹅村、月亮村、龙形村、苏桥村、木桥村和金龙村。